# Jedenáctka VS
Jedenáctka VS je volnočasový sportovně rekreační areál městské části Praha 11 otevřený v roce 2014. Nachází se na Jižním Městě v ulici Mírového hnutí v sousedství starší sportovní haly TJ JM Chodov a budovy hotelu Chodov. Komplex sportovišť včetně bazénu, wellness a sportovní haly se zázemím zabírá celkovou plochu 76 000 m² a je rozdělen do tří propojených hal s venkovním parkovištěm pro auta i jízdní kola. Areál Jedenáctka VS vybudovala za 22 měsíců společnost Hochtief. Investorem a vlastníkem je Městská část Praha 11, správcem Jihoměstská majetková a.s. a provozovateli jsou ve výběrovém řízení vybrané firmy Aqua Sport Club s.r.o. a Studio Skokánek s.r.o.

## Historie
Příprava projektu začala mezi roky 2007 až 2008, přičemž politici o projektu bazénu na Praze 11 mluvili od 80. let 20. století. Pro výstavbu byla vybrána zelená louka mezi ulicí Mírového hnutí a Košíkovským potokem. Stavba probíhala mezi rokem 2012 až 23. červnem 2014, celkem 22 měsíců. Realizace vyšla celkem na 531 milionů korun, příprava na dalších 100 milionů. Původně měla realizace stát 350 milionů korun.
Za první tři roky fungování halu navštívilo 750 000 lidí, areál vydělal ročně 4 miliony korun a ze strany Prahy 11 nebyl nijak dotován.

## Vybavení

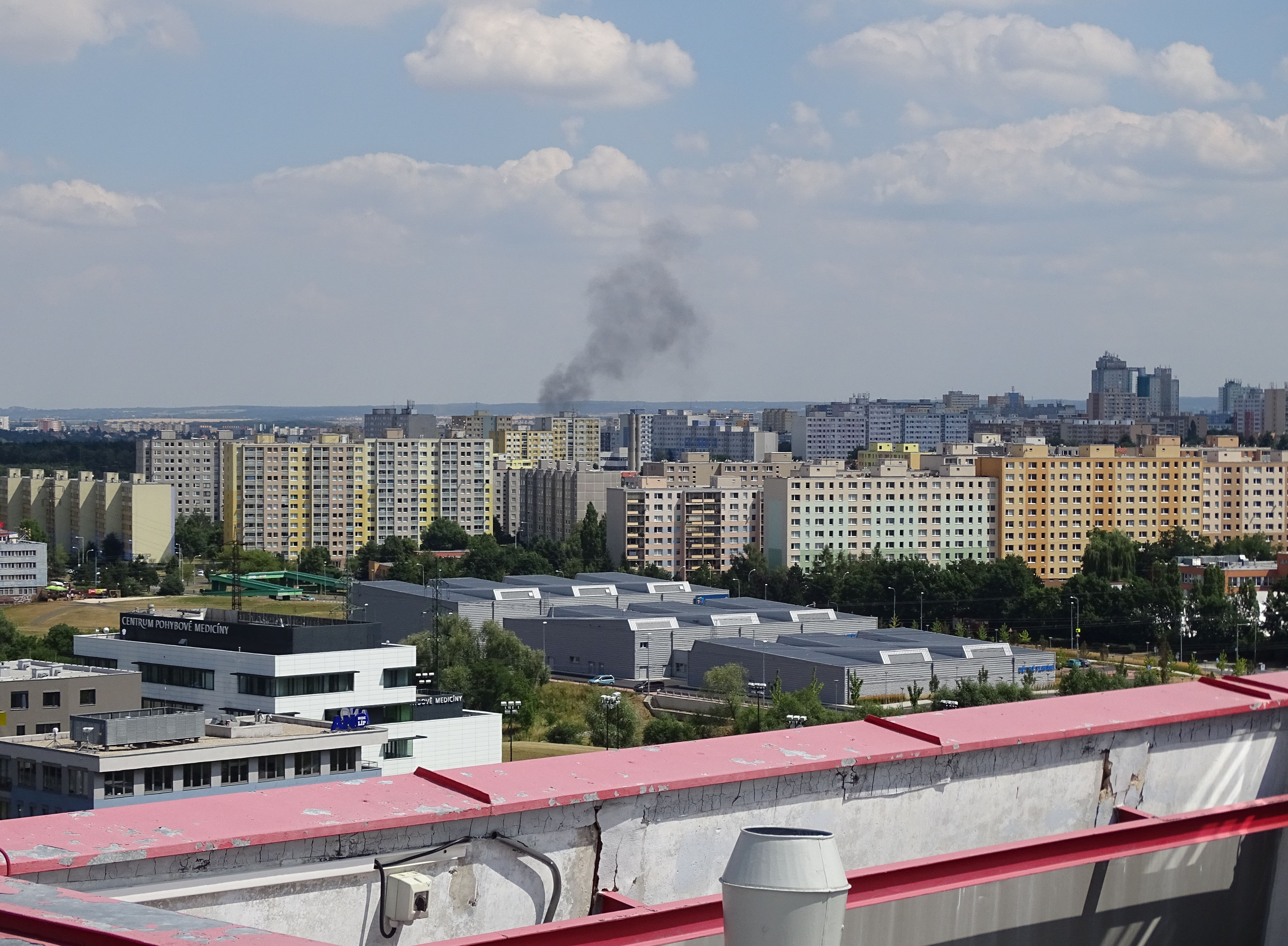
Pohled na tři budovy Jedenáctka VS z Archivu hl. m. Prahy

### Plavecký bazén
Plavecký bazén pro 119 osob má délku 25 metrů a v šířce 10,5 metru je pět plaveckých drah vybavených startovacími bloky. Maximální hloubka bazénu je 1,8 metru. K vybavení bazénu náleží hydraulický sedadlový zvedák pro tělesně hendikepované. Plavecký bazén, vodní svět, tobogán a wellness centrum jsou společně umístěny v prostřední hale celého komplexu. Kapacita je 119 osob.

### Vodní svět
Na prostory bazénu navazuje rekreační část areálu s vodními atrakcemi:
- dětské brouzdaliště s vodní skluzavkou a vodním hřibem
- proud divoké řeky s dvěma vodními chrliči
- tobogán Kanab dlouhý 42 metrů s otevřeným tubusem a převýšením 4,5 m. Dojezdová rovinka tobogánu měří 7 metrů.
- vodní vířivka
- 4 perličková masážní vodní lehátka
- vodní číše

### Wellness
Wellness centrum v areálu Jedenáctka VS se skládá z finské sauny, aroma sauny, parní lázně, ochlazovacího bazénku, ochlazovacích sprch, šnekových sprch, polévacího vědra, ledovače a odpočinkové zóny s lehátky.

### Centrum dětského plavání
Nejmenší hala areálu je určena pro sportovně rekreační aktivity dětí a zdravotní cvičení ve vodě. Centrum dětského plavání tvoří čtyři nerezové bazénky v samostatných místnostech. Dva větší bazénky mají délku 9 metrů a šířku 6 metrů, druhé dva menší mají délku i šířku 4,5 metru. Hloubka bazénků je 80 až 120 cm, teplota vody 30 až 32 °C. Voda bazénků je čištěna UV lampou a pískovou filtrací.

### Víceúčelová sportovní hala

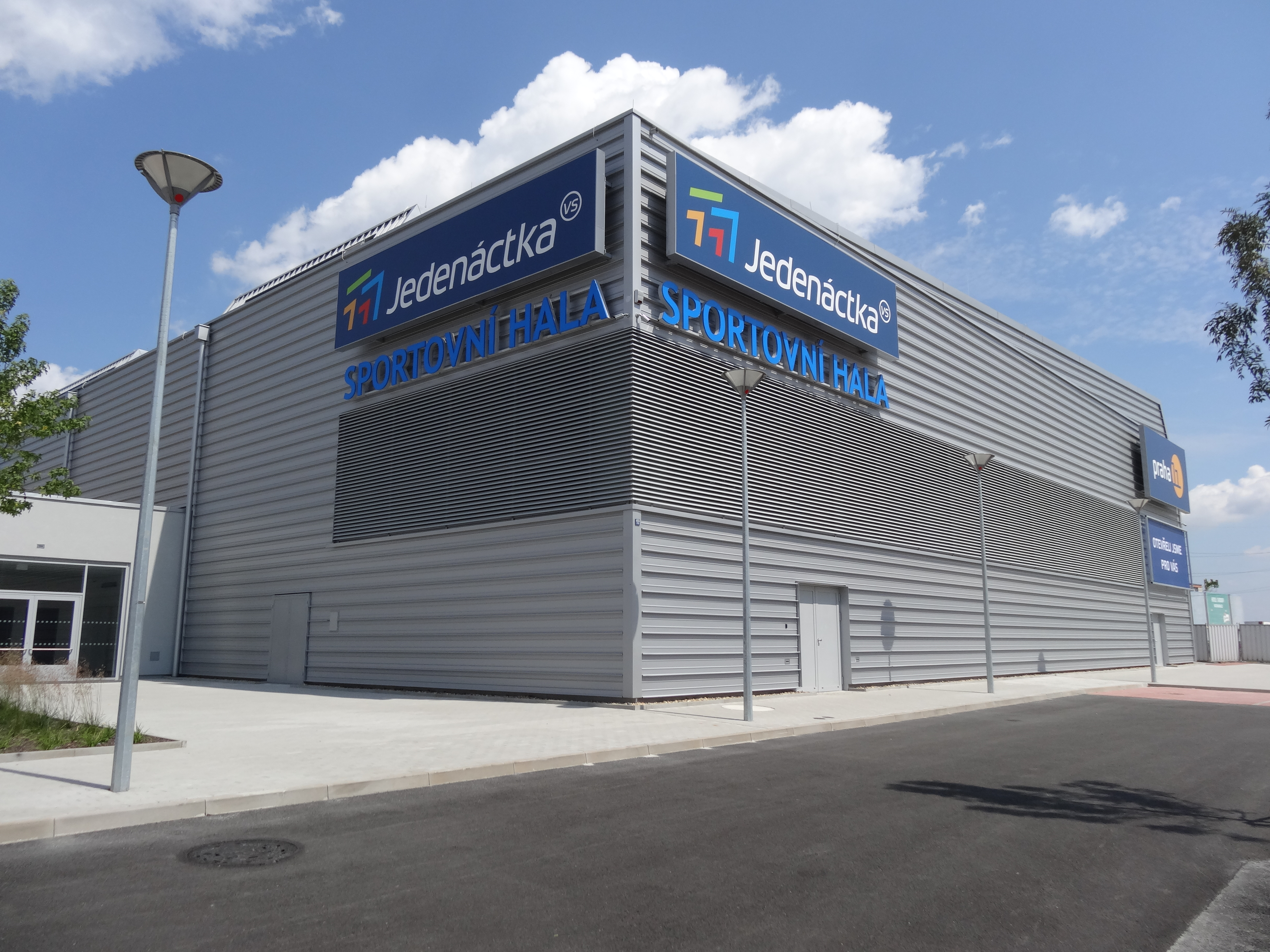
Největší hala komplexu slouží jako víceúčelová sportovní plocha

V největší hale komplexu se nachází multifunkční sportovní hala určená pro sálové sporty dlouhá 60 metrů a široká 30 metrů. Po jedné delší straně sportoviště je stupňovitá tribuna pro 315 diváků. Výstavba vyšla na 110 milionů korun.
V hale hraje superligový florbalový tým Florbal Chodov.

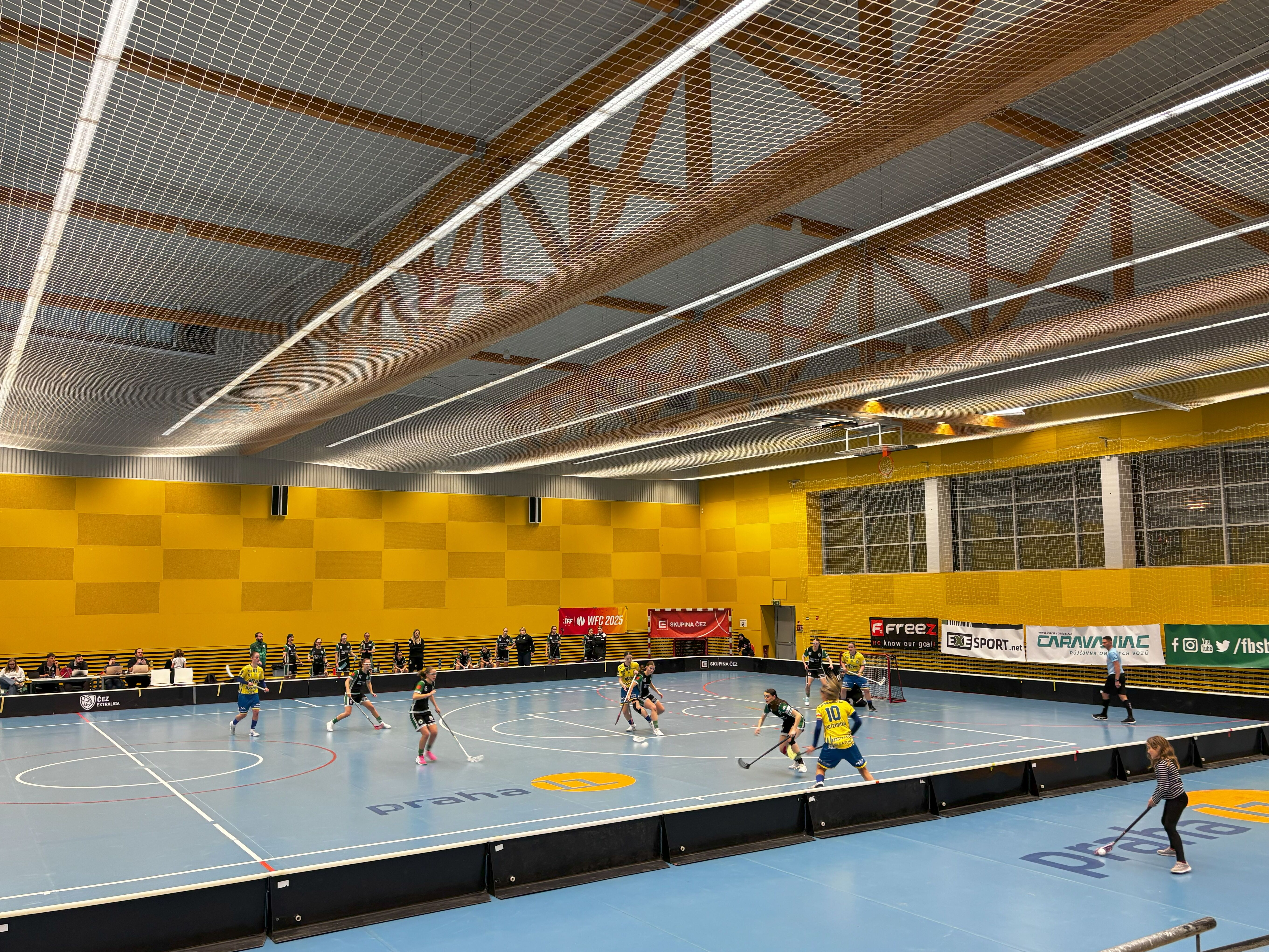
Florbalový zápas FbŠ Bohemians–FBC Ostrava v hale

### Restaurační provozy
V každé hale areálu je prostor pro gastronomický provoz. V prvním patře haly s plaveckým bazénem je ze vstupní haly přístupná vyhlídková kavárna s 26 místy k sezení a oddělenou mokrou částí se samostatným vstupem z prostor vodního světa.

### Energetická náročnost
Zdrojem tepla pro areál Jedenáctka VS jsou tři kompaktní výměníkové stanice. K předehřevu teplé užitkové vody je využívána rekuperace tepla z odpadních vod bazénové technologie. Plášť objektu a střecha jsou nadstandardně zatepleny tepelnou izolací s tloušťkou až více než 35 cm.

## Kritika
Projekt bazénu Jedenáctka VS kritizovala ve velkém opozice na Praze 11 i veřejnost. Předmětem kritiky bylo, že za více než půl miliardy vznikl plavecký bazén menších rozměrů, ve kterém nelze pořádat soutěže a má malou kapacitu. Stejně tak sportovní hala nemá dostatečné rozměry pro soutěže ve volejbalu. Hnutí pro Prahu 11 označilo bazén za promarněnou příležitost. Kromě dispozic byl kritizován i architektonický vzhled, připomínající skladovací halu. Kapacita šaten je také menší, než celková kapacita areálu. Veřejnost si stěžovala na absenci venkovního bazénu či louky pro opalování.